# Castuera
Castuera là một đô thị trong tỉnh Badajoz, Extremadura, Tây Ban Nha. Dân số 7.183 người và diện tích 432 km².